# Do Cidadão

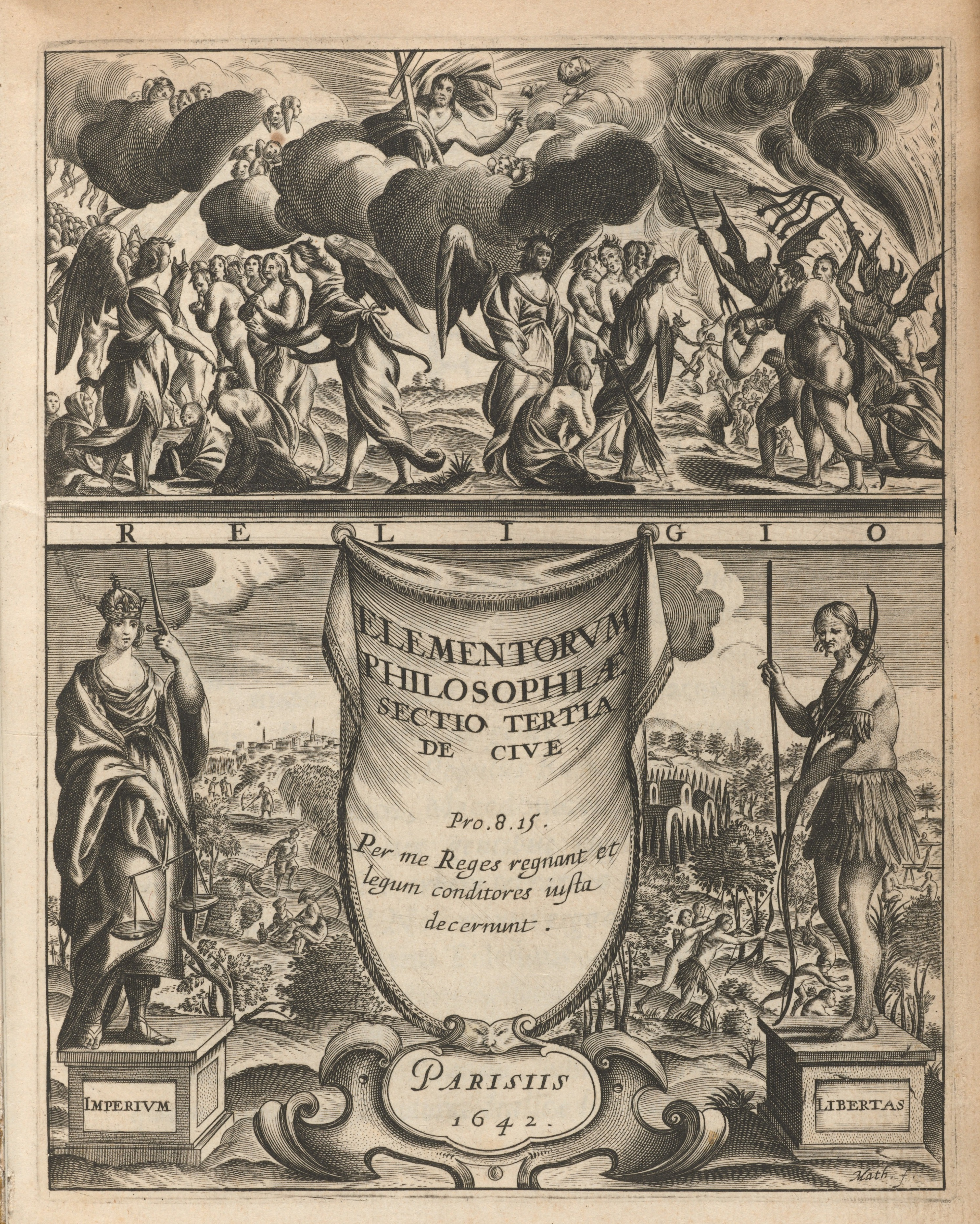
De Cive, 1642

Do Cidadão (em latim: De Cive) foi um livro publicado por Thomas Hobbes em 1642, um de seus maiores trabalhos.
“Do Cidadão”, primeira parte da trilogia planejada por Hobbes durante seu exílio na França, é composta por três temas da natureza humana: liberdade, império e religião. Foi completada em 1641 e publicada em 1642, mas a primeira versão em inglês surgiu apenas 9 anos depois sob o nome Philosophicall Rudiments Concerning Government and Society.
Na primeira parte, ele aborda a condição humana lidando com as leis naturais; na segunda, a necessidade do estabelecimento de um governo estável; finalmente na terceira, declarações a respeito de teologia.
É no princípio desta obra que, celebremente, ele utiliza a expressão "o homem é o lobo do homem".